# Urioste

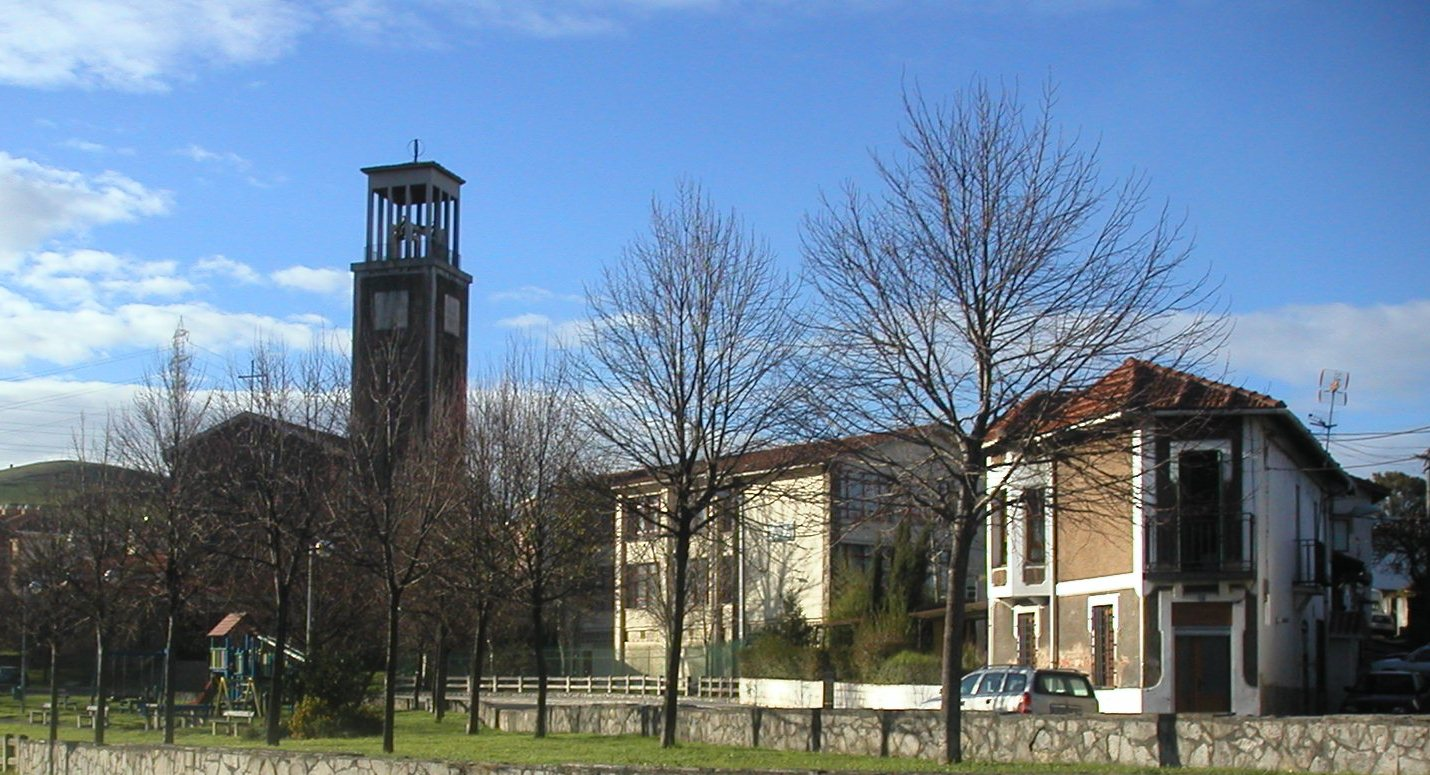
Iglesia y zonas anexas.

Urioste es un barrio de Ortuella, municipio de la Zona Minera de Vizcaya, que tiene una población de 898 habitantes. Se encuentra a mitad de camino entre Portugalete, Valle de Trápaga y el centro de Ortuella. Se trata de un barrio histórico que ya figuraba en mapas del siglo XV. Hasta 1901 el hoy municipio de Ortuella estaba incluido en el concejo de Santurce.
Hasta inicios del siglo XIX, estaba incluido en los Tres Concejos del Valle de Somorrostro y en Urioste se reunían los concejos (Sestao, San Salvador del Valle -actual Valle de Trápaga- y Santurce) para realizar sus juntas. 
Urioste significa "detrás del pueblo". Uri = pueblo o villa, oste = parte trasera, refiriéndose la Villa a Portugalete, y es que Urioste es muy anterior a la fundación de Ortuella, que nace y crece como poblado minero, mientras que Urioste tiene un origen esencialmente ganadero. Queda a los pies de la zona minera de los Montes de Triano, ya que limita al sur con el municipio de Valle de Trápaga (antiguamente San Salvador del Valle). De hecho, mucha gente de Urioste trabajó en las minas cercanas de Orconera, Matamoros, Bodovalle, etc. Hoy en día estas minas cuentan con su correspondiente museo en el pueblo de Gallarta: el museo minero.
Urioste cuenta con una iglesia construida en los años 50 y con una ermita dedicada a San Bernabé mucho más antigua. Se sabe que fue reformada antes del año 1787, cuando el barrio tenía 215 habitantes. En su alrededor se reunión los concejos vecinos para tratar asuntos referidos a la distribución de aguas, los precios de compraventa del ganado o de las frutas y hortalizas. Urioste celebra las fiestas de San Bernabé el 11 de junio. Junto a la actual ermita un panel informativo recuerda brevemente la historia de esta zona.
En el centro de Urioste está el caserío en el que vivió José Cosme Arechavaleta y Balparda, famoso farmacéutico, botánico y zoólogo que marchó a los 17 años a Uruguay, donde llegó a ser director del Museo Nacional desde 1892 hasta su muerte el 16 de junio de 1912. Había nacido en Urioste en 1838, hecho que queda reflejado en una placa conmemorativa en su casa natal. Es considerado como primer bacteriólogo de América del Sur debido a sus investigaciones con plantas, insectos y otros animales. En 1913, año siguiente a su muerte, recibió un homenaje en Urioste al que asistieron personas relevantes de la farmacia y la medicina del entorno. También se le rindió homenaje con motivo del centenario de su nacimiento, en 1962, incluyendo una conferencia sobre su vida y obra por parte del farmacéutico Rafael Lizarraga
Desde la Plaza José de Arechavaleta, llamada por los vecinos Plaza del Campo, salía una estrada (ahora pista asfaltada) hacia el antiguo lavadero. Allí estaban las fuentes de Urioste. Sin embargo, la continua edificación de viviendas ha hecho que desaparezcan tanto el antiguo lavadero como las fuentes, que se taparon y canalizaron después de que se vieran contaminadas por la construcción de una fosa séptica. El pueblo, como otros municipios del Gran Bilbao, ha sufrido una transformación tremenda en los últimos años a consecuencia de la construcción exagerada de viviendas adosadas sin una planificación urbanística acorde a la realidad de Urioste y una deficiente urbanización.
En Urioste y en toda esta Zona Minera se ha jugado tradicionalmente a una modalidad de bolos muy particular: los bolos a cachete. Se juegan en un carrejo semicircular. Recordamos a un ganador con un gran record de concursos ganads entre los vecinos del barrrio Timoteo Loizaga Zamarripa casado con Beatriz Loizaga Landabaso vivían en la plaza de Jose Arechavaeta y Balparda. El antiguo carrejo está ocupado hoy por una pequeña plaza con aparcamiento. Así pues, hoy dispone el barrio de otro nuevo carrejo.
Además Urioste cuenta con una Asociación Vecinal (Urbegi) que actúa en defensa de los intereses de los vecinos.